# Richard Placht

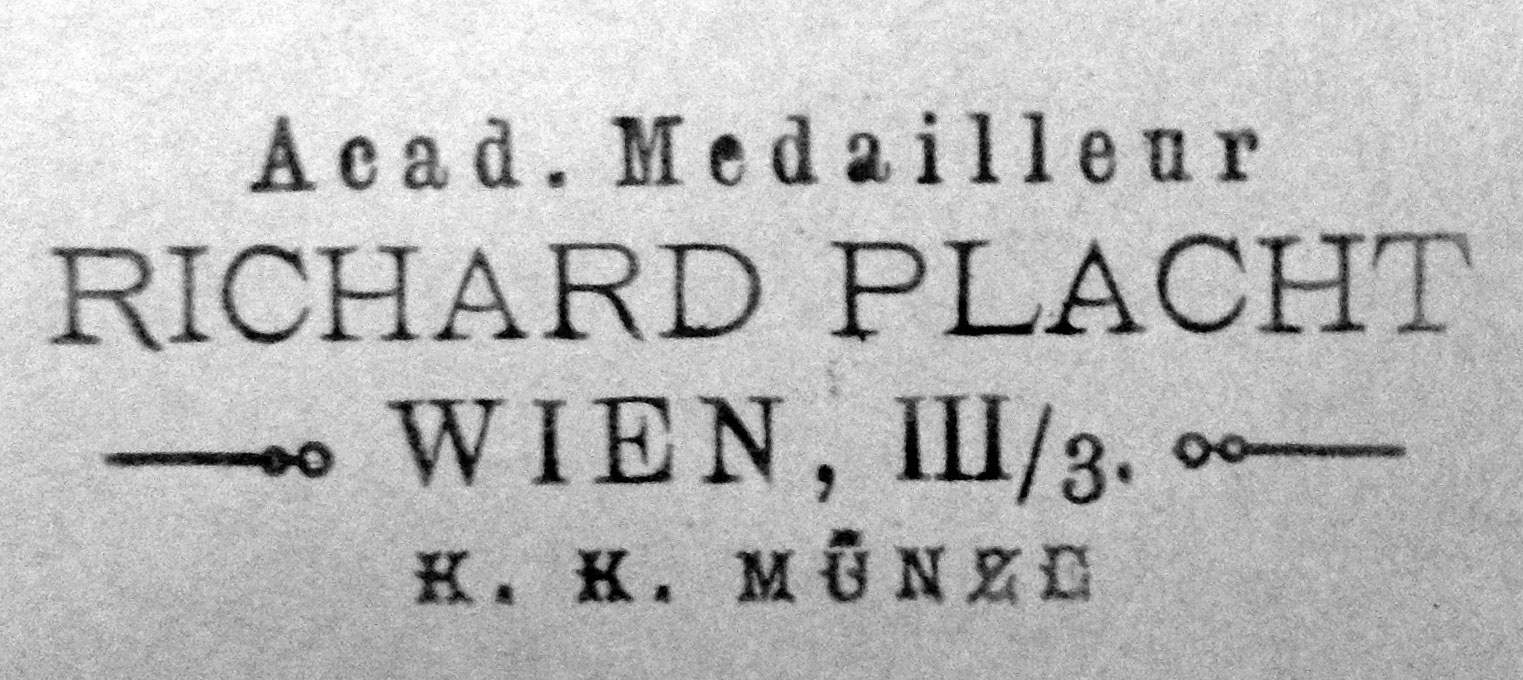
Ex.libris „razítko“ Richarda Plachta (1906)

Richard Placht (4. ledna 1880 Chrastava – 2. února 1962 Vídeň) byl sochař, rytec a medailér severočeského (sudetoněmeckého) původu.

## Život

### Studia
Richard Placht v letech 1891–1895 navštěvoval nižší gymnasium v České Lípě. V letech 1895–1898 vystudoval odbornou uměleckořemeslnou školu v Jablonci nad Nisou. V letech 1896–1898 pokračoval studiem Akademie výtvarných umění v Praze v ateliéru pro monumentální sochařství Josefa Václava Myslbeka. Studia zde nedokončil a (jak bylo tehdy zvykem) pokračoval v letech 1898–1901 na výtvarné akademii ve Vídni v ateliéru rytectví a drobné plastiky prof. Josefa Tautenhayna.

### Praxe
Nejprve kolem roku 1903 krátce praktikoval v Praze a pro české objednavatele rád pracoval i později. 23. září roku 1904 nastoupil ve Vídni jako prozatímní rytecký elév do Hlavního mincovního úřadu. Ve zkušební době se v ryteckém oddělení osvědčil jako mistr, takže již 15. dubna 1905 byl povýšen na rytce asistenta. Od roku 1909 byl samostatným rytcem mincí a od roku 1916 do roku 1941 celé oddělení vedl. Roku 1909 se stal členem vídeňského Künstlerhausu. Roku 1912 byl jmenován komorním medailérem arcivévody Františka Ferdinanda d'Este. Roku 1923 byl za své zásluhy jmenován vládním radou Rakouské republiky. Roku 1945 se stal členem Uměleckého svazu rakouských umělců – medailérů.

### Ocenění
Jeho práce byla několikrát oceněna na medailérských výstavách, např. 1905, 1907,1908 a 1909 ve Vídni, 1906 v Londýně, 1909 v Mnichově, aj. Za pracovní zásluhy mu byla roku 1901 udělena cena Nikolause Dumby, a dále Rytířský kříž Rakouského záslužného řádu. K Plachtovým osmdesátinám roku 1960 uspořádalo Kunsthistorisches Museum ve Vídni jeho výstavu.

## Práce
Placht se specializoval na portrétní a příležitostné plakety, medaile, mince, ale i odznaky. Vytvořil přes čtyři sta plaket (zejména křestní, rodinné – portrétní i novoročenky) a medailí (historické, výroční, spolkové i sportovní). kolekce jeho prací mají Národní muzeum v Praze, Muzeum skla a bižuterie v Jablonci nad Nisou, Moravské zemské muzeum v Brně a Heeresgeschichtliches Museum ve Vídni (15 kusů). Nejčastěji byly odlévány či raženy v různých kovech (stříbro, bronz, železo či olovo), a to ve vídeňské mincovně nebo v závodě Ivana B. Pichla v Praze.
Jeho díla bývají málokdy signována, proto v české numismatické literatuře zůstávají někdy neidentifikována nebo připisována Ivanu B. Pichlovi.

### Vybraná díla
- Mince: Angola, Brazílie, Habeš, Jugoslávie, Španělsko, Uruguay
- Medaile k položení základního kamene Husova pomníku v Praze, Praha 1903, stříbro, bronz; Národní muzeum v Praze
- Medaile k úmrtí F.L.Riegera, Praha 1903, stříbro, bronz; Národní muzeum v Praze
- Medaile Ústřední hospodářské společnosti v Opavě, 1904
- Medaile Karla Kinského, 1908
- Medaile Guida Rottera st., majitele přádelny v Horním Vrchlabí a zakladatele studentských ubytoven (Jugendherberge) v Čechách, 1908
- Medaile císaře Františka Josefa I., (na reversu Křižník Radetzky), Vídeň 1916
- Rakouská válečná medaile císaře Karla I. za zranění, Vídeň 1918
- Plaketa ke Svěcení praporu Infanterie 2.regimentu, Vídeň 1928, železo, Heeresgeschichtliches Museum Vídeň
- Medaile s autoportrétem, Vídeň 1943
- Medaile k úmrtí papeže Jana XXIII., Vídeň 1961
- Odznaky Škodových závodů v Plzni na čepice: (Dělo Max, Dělo Rudolf, Houfnice Barbora, Houfnice Škoda)